# Cathédrale de Gravina in Puglia
La cathédrale de Gravina in Puglia est une église catholique romaine de Gravina in Puglia, en Italie. Il s'agit d'une cocathédrale du diocèse d'Altamura-Gravina-Acquaviva delle Fonti.